# 江匯
江匯（15世紀—16世紀），字東之，號石瀾、又号石南，江西南昌府進賢縣中隅鄉人，明朝政治人物。

## 生平
江匯是嘉靖四年（1525年）乙酉科第六十七名舉人，次年（1526年）聯捷進士，獲授兵部主事，改工部主事，九年十一月升工部署员外郎，出为廣東按察司佥事，十七年正月陞湖廣按察司副使，二十年以督修明顯陵，升浙江参政、按察使，執法公正。有豪民王乾犯下殺人罪，拿出千金賄賂他，他堅拒而處死對方；轉官河南右布政使，後因此事被記恨而遭罷官，回鄉後家無多餘田產，得時下士子讚譽其清素，侯峒曾稱他「共清成仁，斯舉賢而理枉，直能生勇，復沮倖而鉺強置主。」入祀鄉賢祠，有《有遊楚稿》流傳。